# キム・アジュン
キム・アジュン（金亞中、ハングル表記：김아중、1982年10月16日 - ）は、韓国ソウル特別市出身の女優。身長170cm、体重48kg。血液型はA型。本貫は光山金氏。

## 人物・来歴
街頭でスカウトされ、モデルとして活躍後、映画デビュー。2人きょうだいで兄がいる。徽慶(ヒギョン)小学校、徽慶女子中学校、徽慶女子高等学校、同徳女子大学校放送演芸科を卒業し、高麗大学言論大学院で修士を取得した。趣味はDVD収集、特技はダンス、歌である。亜中（アジュン）という名前は本名で、アジアの中心という意味が込められている。2010年には米中合作映画「アメージング」への出演が報じられ、2013年にAmazing、中国語作品名『神奇』として公開された。
- 2006年 初主演映画『カンナさん大成功です!』（原題：「美女はつらいの」）が観客数600万人以上を動員[8]し、2006年公開のNo.1ヒット映画となった。
- 2011年 高麗大学言論大学院で修士号を取得[9]。
- 2011年 イェダンエンターテインメントとの契約終了後、ナムアクターズと専属契約締結[10]。
- 2012年 「感性の欲求と認知の欲求が感情の強度や満足度に及ぼす影響、スリラー映画鑑賞を中心に」をテーマにした修士論文が社団法人韓国文化経済学会の学会誌「文化経済研究」4月号に掲載された[11]。
- 2012年 『KIM A JOONG LIVE SHOW IN JAPAN 2012』…日本で初となるファンミーティング（6月16日）を新宿文化センター 大ホールにて開催。約1500人の観客と楽しく過ごした[12]。
- 2013年　『KIM A JOONG LIVE SHOW 2 IN JAPAN 2013』…日本で2回目のファンミーティング（9月15日）を東京国際フォーラムホールCにて開催。約1500人のファンと楽しく過ごす。このイベントの為にキム・アジュン本人が作詞をした「run the world」は2013年12月に日本で音源公開。

## 出演作品

### 映画
- オッケドンム (2004年) - チヨン役
- クァンシクの弟クァンテ (2005年) - イ・ギョンジェ役
- カンナさん大成功です!　(原題『美女はつらいの』) (2006年)- カン・ハンナ役(主演）
- フェスティバル (2010年) - スジョン役（特別出演）
- Amazing (神奇〈Shen qi〉、2013年、中国語) - Eileen役 ※米中合作[6]
- 私のPSパートナー (2012年) - イ・ユンジョン役（主演）
- ハート泥棒を捕まえろ！(2013年) - ユン・ジンスク役（主演）
- ザ・キング (2017年) - サンヒ役
- ザ・バッド・ガイズ(2019年) -　クァク・ノスン役

### テレビドラマ
- 海神（2004年-2005年、KBS） - ペク・ハジン役
- 別れの法則（2005年、MBC） - ソ・ヒウォン役
- 変わった女、変わった男（2005年-2006年、KBS） - キム・ジョンナム役（主演）
- アクシデント・カップル（2009年、KBS） - ハン・ジス役（主演）
- サイン（2011年、SBS） - コ・ダギョン役（主演）
- パンチ～余命6ヶ月の奇跡（2014年-2015年、SBS） - シン・ハギョン役（主演）
- ウォンテッド～彼らの願い～（2016年、SBS） - チョン・ヘイン役（主演）
- 医心伝心〜脈あり!恋あり?〜（2017年、tvN） - チェ・ヨンギョン役
- エージェントなお仕事（2022年、tvN） - キム・アジュン役

### バラエティ
- 2004年 暇つぶし MBC
- 2005年 Happy Together KBS

## 音楽作品
- 2006年 Beartiful Girl、Maria、星（『カンナさん大成功です!』OST）※韓国版
- 2009年 Over The Rainbow（デジタルシングル）

## 受賞歴
- 2005年 KBS演技大賞 女性新人演技賞
- 2006年 第42回百想芸術大賞 人気賞
- 2007年 第28回青龍映画祭 人気スター賞
- 2007年 エルスタイルアワード ホットフェイス
- 2007年 第45回映画の日 有望女性演技者賞
- 2007年 第1回大韓民国映画演技大賞 主演新人賞
- 2007年 第3回プレミアライジングスターアワード 主演女優賞2007
- 2007年 第15回春史大賞映画祭 主演女優賞
- 2007年 第44回大鐘賞映画祭 主演女優賞・国内人気賞
- 2007年 第4回最高映画賞 最高女優賞
- 2007年 韓国モデル賞授賞式 人気スター賞
- 2007年 第6回デジタルミュージックアワード　ソング・オブ・マンス賞
- 2009年 KBS演技大賞 ミニドラマ部門女性優秀演技賞

## 著書
- 2008年 『感情コミュニケーション』（ハンナレ出版社）[13]※高麗大キム・カンス教授と共同執筆